# Dubnica nad Váhom
Dubnica nad Váhom (bis 1927 slowakisch „Dubnica“; deutsch Dubnitz an der Waag, ungarisch Máriatölgyes – bis 1902 Dubnic) ist eine Stadt in der Nordwestslowakei mit 21.732 Einwohnern (Stand 31. Dezember 2024). Sie ist die größte slowakische Stadt, die nicht zugleich Sitz eines Okres ist, stattdessen gehört sie zum Okres Ilava, einem Teil des Trenčiansky kraj.

## Geographie

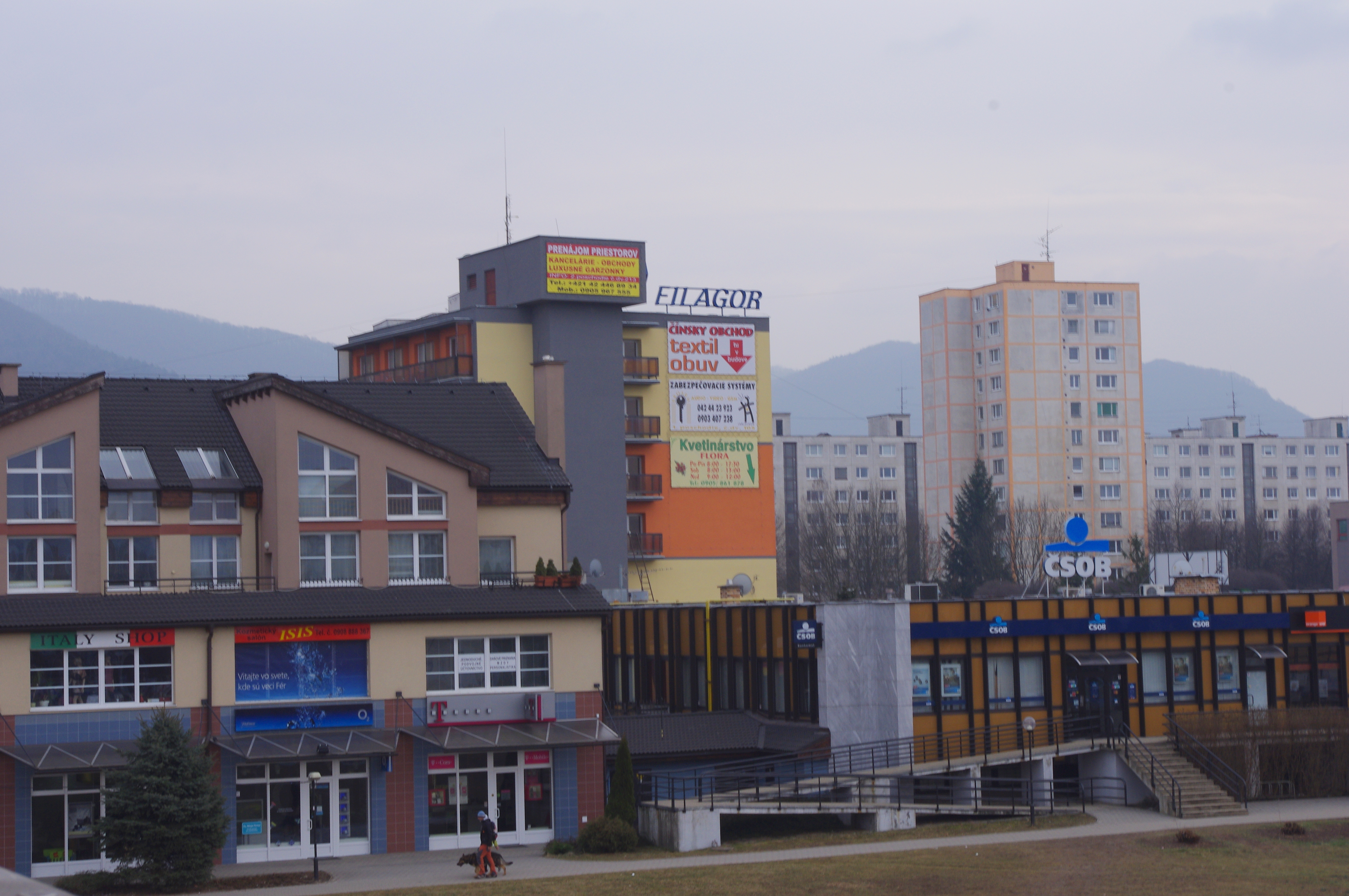
Ein Teil des Stadtzentrums von Dubnica nad Váhom

Die Stadt befindet sich im Talkessel Ilavská kotlina, geomorphologisch einem Teil der Tallandschaft Považské podolie, zwischen den Weißen Karpaten nordwestlich und den Strážovské vrchy südöstlich der Stadt, nahe der Grenze zu Tschechien. Sie wird vom Bach Dubnický potok, einem linken Zufluss der Waag, durchflossen. Zusätzlich verläuft der Kanal Kočkovský kanál durch das Gemeindegebiet. Das 49,137 km² große Gemeindegebiet umfasst neben den im Talkessel gelegenen bebauten Flächen, landwirtschaftlich genutzten Boden und Wasserflächen auch reiche Wälder in den Strážovské vrchy, die etwa eine Hälfte des Gemeindegebiets ausmachen. Das Ortszentrum liegt auf einer Höhe von 242 m n.m. und ist sieben Kilometer von Ilava, 14 Kilometer von Trenčín sowie 143 Kilometer von Bratislava entfernt.
Das Klima ist warm und feucht mit milden Wintern, die jährliche Durchschnittstemperatur bewegt sich zwischen 8 °C und 9 °C, der jährliche Niederschlag beträgt etwa 700 mm.
Neben dem eigentlichen Ort Dubnica nad Váhom gehört auch noch der Ort Prejta (1973 eingemeindet) zur Stadt.
Nachbargemeinden sind Bolešov und Kameničany im Norden, Slavnica im Nordosten, Ilava (samt Stadtteil Klobušice) im Nordosten und Osten, Horná Poruba, Dolná Poruba und Omšenie im Südosten, Nová Dubnica und Trenčianska Teplá im Südwesten, Nemšová im Westen und Borčice im Nordwesten.

## Geschichte

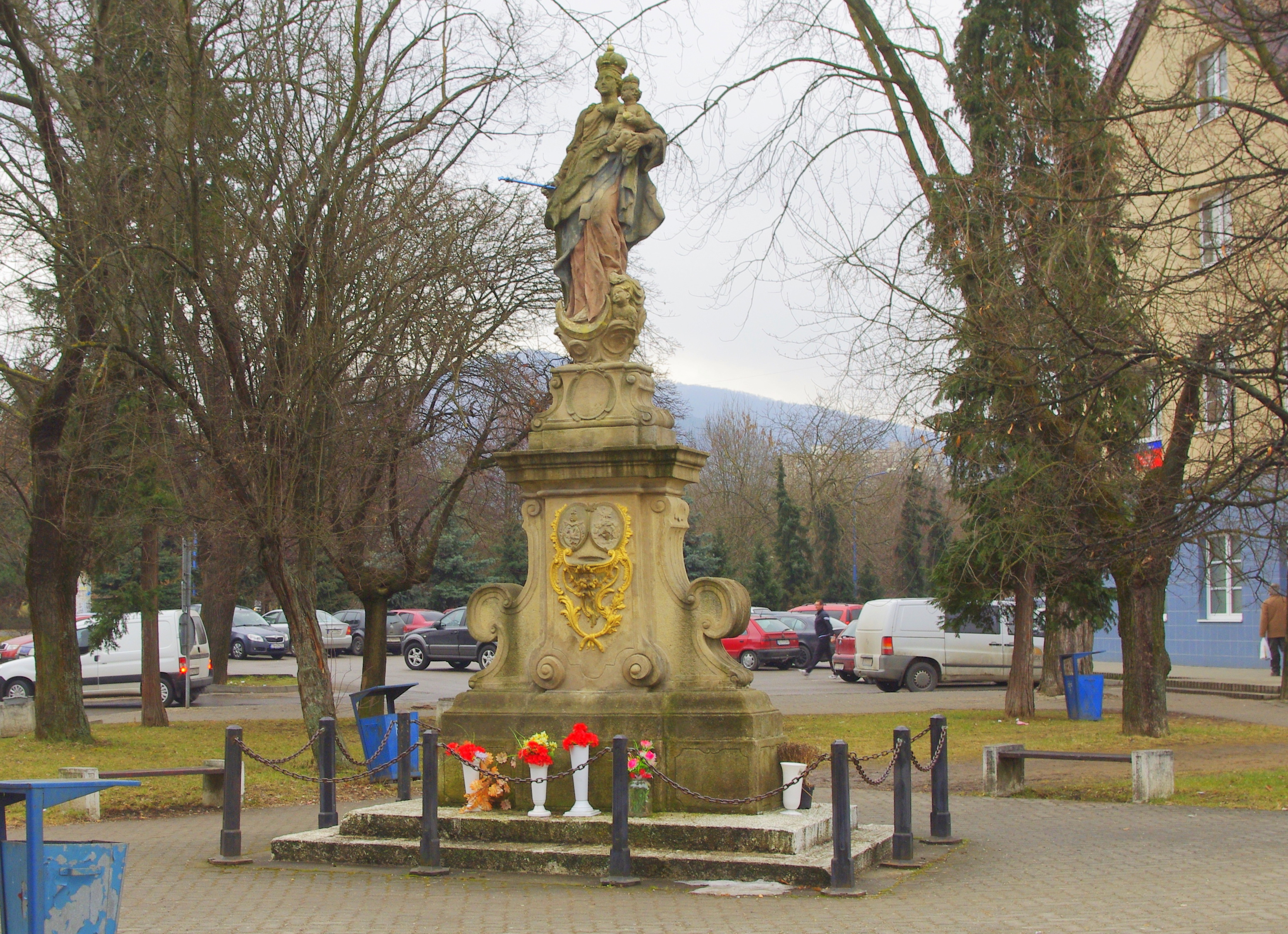
Mariensäule aus dem 18. Jahrhundert am Námestie Matice slovenskej

Das heutige Gemeindegebiet wurde in der Steinzeit besiedelt, aus der Bronzezeit gibt es Überreste einer Siedlung der Aunjetitzer Kultur, einer Siedlung und eines Urnenfeldes der Lausitzer Kultur sowie einer Siedlung der Puchauer Kultur aus der Jungbronzezeit. Die slawischen Vorfahren besiedelten das Gebiet gegen Ende der Völkerwanderung und hatten Siedlungen in den Gemarkungen Pred Kvášovec und Malý Kolačín aus dem 10. und 11. Jahrhundert, d. h. nach dem Ende des Mährerreichs.
Die Stadt wurde 1193 zum ersten Mal als Dubnicze erwähnt und war damals Erbgut der Brüder Vratislav und Piskin, die das Gut als Belohnung für einen Beitrag in einem Krieg in Galizien erhielten. 1276 gehörte der Ort einem gewissen Oltuman, aus diesem Jahr stammt zudem die erste Erwähnung der dem Hl. Jakobus geweihten Kirche. 1439, nachdem die bisherigen Gutsbesitzer ausgestorben waren, ist das Dorf als Teil des Herrschaftsguts der Burg Trentschin geführt. 1538 sind insgesamt 46 Porta verzeichnet, 1609 49 Bauern- und 54 Instenhäuser, zwei Mühlen, eine Brauerei, ein Meierhof, eine Gaststätte sowie jeweils drei Metzger und Schmiede.
1639 und 1730 wurde Dubnica zum Städtchen und erhielt das Marktrecht. 1683 wurde es von Jan Sobieskis Heer geplündert. Im 18. Jahrhundert erwarb das Geschlecht Illésházy das Gut. 1728 hatte das Städtchen 28 Bauern- und 26 Instenhäuser, einen Meierhof, eine Brennerei, zwei Gaststätten, eine Brennerei und eine Ziegelei. 1828 zählte man 189 Häuser und 1.868 Einwohner, die von Landwirtschaft und Handwerken lebten; 1835 wurde das Gut an Baron Sina verkauft. Nach der Abschaffung der Leibeigenschaft war Dubnica eine überwiegend ländliche Kleinstadt mit einigen Gewerbetreibenden (100 im Jahr 1900) und Kleinindustrie (zwei Brennereien und Ziegelei im Jahr 1900). Bis 1918/19 gehörte der im Komitat Trentschin liegende Ort zum Königreich Ungarn und kam danach zur Tschechoslowakei beziehungsweise heute Slowakei. 1928 begann der Bau einer Fabrik der Škoda-Werke nahe der Stadt, die nach deren Fertigstellung im Jahr 1937 die Stadt nach und nach veränderte. 
Im Zweiten Weltkrieg produzierte ab 1944 ein Zweigbetrieb der Flugmotorenwerke Ostmark in Dubnica. Er befand sich in einem riesigen, mehrgeschossigen Bunker (320 × 125 m). Dieser war von den Tschechen vor 1938 zur Verlegung der Waffenfertigung im Falle eines deutschen Angriffes vorgesehen gewesen. Ebenfalls im Zweiten Weltkrieg wurde von den Behörden des Slowakischen Staates im Jahr 1942 ein Arbeitslager für „politisch unerwünschte“ Personen errichtet. Rund 500 STO-Zwangsarbeiter aus den besetzten Frankreich arbeiteten in den Werken. Einigen gelang die Flucht und sie beteiligten sich am Slowakischen Nationalaufstand. Das Lager wurde 1944 in eine gesamtslowakische Sammelstelle für slowakische Roma umfunktioniert. Die Stadt wurde am 28. April 1945 von einer sowjetisch-rumänischen Heeresgruppe besetzt.
Nach dem Zweiten Weltkrieg wurde die Fabrik des Škoda-Werks instand gesetzt und 1950 wieder in Betrieb gestellt, die Instandsetzung der Stadt selbst dauerte aber noch weitere Jahre. Die 1957 eröffnete Ziegelei wurde wegen ständigen Kraftstoffmangels 1962 wieder eingestellt. Die Fabrik erlebte in der Zeit des Kommunismus zahlreiche Umbenennungen und Reorganisierungen, wie im Jahr 1953, als sie in zwei organisatorische Teile geteilt wurde, die in den 1980er Jahren die Namen Závod všeobecného strojárstva (kurz ZVS, wörtlich Allgemeines Maschinenbauwerk) und Závody ťažkého strojárstva (kurz ZŤS, wörtlich Schwermaschinenbauwerke) trugen. Die ZVS stellte Elektronik für die Textilindustrie her, während die ZŤS sich auf Herstellung von Hydraulik- und Pumpenwerken orientierte und zuletzt den Schwerpunkt auf die Rüstungsindustrie legte, sodass sie im Jahr 1988 zu den bedeutendsten tschechoslowakischen Rüstungsherstellern gehörte.
Doch die politische Wende im Jahr 1989 und Umstellung auf Marktwirtschaft brachten die beiden Werke in Schwierigkeiten; auf dem Werksgelände entstanden zahlreiche Unternehmen, die z. T. noch namentlich mit ZVS und ZŤS verwandt sind; das ehemalige Ausmaß wird aber nicht mehr erreicht. Die Stadt selbst versucht, sich von Maschinenbauindustrie auf Dienstleistungen neu zu orientieren.

## Bevölkerung
| Jahr:                | 1994.  | 2004.   | 2014.   | 2024.    |
| -------------------- | ------ | ------- | ------- | -------- |
| Anzahl der Personen: | 26.025 | 25.734  | 24.721  | 21.732   |
| Unterschied:         |        | -1,11 % | -3,93 % | -12,09 % |

| Jahr:                | 2023.  | 2024.   |
| -------------------- | ------ | ------- |
| Anzahl der Personen: | 21.805 | 21.732  |
| Unterschied:         |        | -0,33 % |

Gemäß der Volkszählung 2011 wohnten in Dubnica nad Váhom 25.305 Einwohner, davon 21.669 Slowaken, 189 Tschechen, 38 Mährer, 33 Magyaren, 15 Roma und jeweils 10 Bulgaren, Deutsche sowie Russinen; alle weiteren Einwohner gehörten entweder zu einer weniger als zehn Angehörige zählenden Ethnie oder zu einer anderen, nicht in den Statistiken aufgeführten Ethnie. 3.277 Einwohner machten keine Angabe. 15.928 Einwohner bekannten sich zur römisch-katholischen Kirche, 489 Einwohner zur evangelischen Kirche A. B., 66 Einwohner zur griechisch-katholischen Kirche, 42 Einwohner zur apostolischen Kirche, 35 Einwohner zu den Zeugen Jehovas, 28 Einwohner zur kongregationalistischen Kirche, 19 Einwohner zur orthodoxen Kirche, 12 Einwohner zur evangelisch-methodistischen Kirche, 11 Einwohner zur tschechoslowakischen hussitischen Kirche und 10 Einwohner zur reformierten Kirche; alle weiteren Einwohner gehörten entweder zu einer weniger als zehn Angehörigen zählenden Konfession oder zu einer anderen, nicht in den Statistiken aufgeführten Konfession. 4207 Einwohner waren konfessionslos und bei 4308 Einwohnern wurde die Konfession nicht ermittelt.
Nach der Volkszählung von 2001 lebten in der Stadt 25.995 Einwohner.
| Nach Nationalitäten: - 96,62 % Slowaken - 1,40 % Tschechen - 0,22 % Roma - 0,18 % Magyaren | Nach Religionszugehörigkeit: - 76,74 % römisch-katholisch - 16,38 % nicht religiös - 3,45 % keine Angabe - 2,45 % evangelisch |

## Bauwerke
- römisch-katholische Jakobskirche, ursprünglich als gotische Kirche im Jahr 1276 erwähnt, 1754 im Barockstil neu gestaltet
- Landschloss aus dem Jahr 1642, zuerst im Renaissancestil errichtet, in den Jahren 1719–1720 und 1790 barockisiert. Am Westflügel befindet sich eine Kapelle Mariä Himmelfahrt aus dem Jahr 1730
- Landschloss aus der ersten Hälfte des 17. Jahrhunderts

## Sport
In Dubnica ansässig sind der Fußballverein MFK Dubnica, der ehemals in der Corgoň liga (der höchsten slowakischen Spielklasse) antrat und seit 2011/2012 in der 2. Liga spielt, sowie der Eishockeyverein MHK Dubnica, der mehrere Jahre in der Extraliga gespielt hat.
Seit 2003 findet jährlich im August am städtischen Fußballstadion das Leichtathletiktreffen Atletický most statt.

## Verkehr
Durch die Stadt verläuft die Cesta I. triedy 61 im Zuge von Bratislava und Trenčín nach Žilina. Südwestlich der Stadt endet die Straße 1. Ordnung 57 von Tschechien her. Der Durchgangsverkehr nutzt allerdings seit 1998 die Autobahn D1, die nächstgelegenen Anschlussstellen sind Nemšová (138) westlich und Ilava (145) nordöstlich der Stadt.
Dubnica nad Váhom besitzt einen Bahnhof an der Bahnstrecke Bratislava–Žilina, wo (Stand Fahrplan 2014/2015) mehrere Nahverkehrszüge anhalten, jedoch keine Schnell- oder IC-Züge (nächster Bahnhof Trenčianska Teplá bzw. Trenčín).  Die Stadt ist durch Nahverkehrs-Buslinien gut erschlossen und es halten einige Fernverbindungen im Ort an.

## Söhne und Töchter der Stadt
- Matej Laczo (1939–1998), Radrennfahrer
- Stanislav Ježík (* 1972), Skilangläufer
- Pavol Demitra (1974–2011), Eishockeyspieler
- Rastislav Pavlikovský (* 1977), Eishockeyspieler
- Marek Hovorka (* 1984), Eishockeyspieler
- Martin Mahdar (* 1989), Radrennfahrer

## Gemeindepartnerschaften
- Otrokovice, Tschechien (seit 1999)
- Vác, Ungarn (seit 1998)
- Zawadzkie, Polen (seit 1998)